# Härkösaari (ö i Kajanaland)
Härkösaari är en ö i Finland. Den ligger i vattendraget Hossanjoki och i kommunen Suomussalmi i den ekonomiska regionen  Kehys-Kainuu  och landskapet Kajanaland, i den nordöstra delen av landet, 600 km norr om huvudstaden Helsingfors. Öns area är 0,5 hektar och dess största längd är 170 meter i nord-sydlig riktning.